# Feel Good
Feel Good es un programa de televisión británico de comedia dramática creado por Mae Martin y Joe Hampson. Es una comedia romántica semiautobiográfica protagonizada por Mae Martin como ella misma y Charlotte Ritchie como la novia de Mae, George.
El programa de seis partes estrenó su primer episodio en Channel 4 en el Reino Unido el 18 de marzo de 2020, después de lo cual los seis episodios fueron lanzados en All 4. Netflix manejó la distribución internacional y la lanzó internacionalmente el 19 de marzo de 2020. Independientemente del Canal 4, Netflix renovó la serie para una segunda y última temporada que fue lanzada el 4 de junio de 2021.

## Trama
El espectáculo sigue el desarrollo del romance de George y Mae en el Manchester contemporáneo. Mae (Mae Martin), una comediante canadiense (una versión de la propia vida personal de Mae Martin), conoce a George (Charlotte Ritchie), una inglesa reprimida de clase media, en el club de comedia donde actúa Mae. La pareja comienza a salir, y George se entera de que Mae es una ex drogadicta. George los anima a asistir a una reunión de Narcóticos Anónimos, donde Mae conoce a otros adictos en recuperación. La adicción de Mae causa problemas en su relación, al igual que la renuencia de George a salir y contarle a amigos y familiares sobre su relación con Mae.
En la segunda temporada, la carrera de Mae avanza, mientras que también aborda el trauma en su pasado después de recibir un diagnóstico de trastorno de estrés postraumático.

## Reparto y personajes

### Principal
- Mae Martin como Mae Martin, una versión ficticia de sí mismos
- Charlotte Ritchie como Georgina "George" Lawson, la novia de Mae
- Lisa Kudrow como Linda Martin, la madre de Mae

### Recurrente
- Phil Burgers como Phil, el compañero de piso de George
- Adrian Lukis como Malcolm Martin, el padre de Mae
- Pippa Haywood como Felicity, la madre de George
- Ophelia Lovibond (temporada 1) y Stephanie Leonidas (temporada 2) como Binky, el mejor amigo de George
- Tom Durant Pritchard como Hugh, el marido de Binky
- Al Roberts como Jared, un interés amoroso no deseado
- Tobi Bamtefa como Nick, MC del club de comedia Gag Barn
- Jack Barry como Jack, un compañero comediante y habitual de Gag Barn.
- Sophie Thompson como Maggie, patrocinadora de Narcóticos Anónimos (NA) de Mae (temporada 1)
- Ritu Arya como Lava, la hija de Maggie (temporada 1)
- Ramon Tikaram como David, líder de NA (temporada 1)
- Tom Andrews como Kevin, miembro de NA (temporada 1)
- Jordan Stephens como Elliott, colega de George (temporada 2)
- John Ross Bowie como Scott, ex compañero de casa de Mae (temporada 2)
- Anthony Head como el padre de George (temporada 2)